# Río Son
El río Son (también Sone) (en hindi: सोन नदी) es un largo río del centro de la India, el más largo de los afluentes meridionales, por la derecha, del río Ganges. Un diario británico de la década de 1850 muestra que este río era escrito en inglés como Soane.

## Curso
El río Son se origina cerca de Amarkantak, en el estado de Madhya Pradesh, justo al este de la cabecera del río Narmada. Fluye hacia el norte-noroeste a través de Madhya Pradesh antes de girar hacia el este, decididamente, cuando encuentra la cordillera Kaimur, que corre suroeste-noreste. El Son discurre entonces paralelo a la cordillera Kaimur, en dirección este-noreste a través de los estados de Uttar Pradesh, Jharkhand y Bihar, para unirse al Ganges justo por encima de la ciudad de Patna. Geológicamente, el valle bajo del Son es una extensión del valle del Narmada, y la cordillera Kaimur es una extensión de la cordillera de Vindhya. Dehri on sone (119 007 hab. en 2001) es la principal ciudad situada en las riberas del Son.
El río Son tiene una longitud de 784 km, siendo uno de los mayores ríos de la India. Sus afluentes principales son el río Rihand y el río Koel Norte. El Son tiene un fuerte gradiente (35-55 cm/km), con rápida escorrentía y regímenes efímeros, convirtiéndose en un rugiente río con la lluvias captadas en su cuenca, pero volviendo rápidamente a ser una corriente vadeable. El Son, al ser ancho y poco profundo, deja desconectados charcos de agua en lo que resta del año. El cauce del Son es muy amplio (unos 5 km en Dehri on sone), pero la llanura de inundación es estrecha, solamente de 3 a 5 km de ancho. En el pasado, el Son ha sido conocido por cambiar notoriamente de rumbo, que son detectables a partir de varios viejos cauces en el este. En tiempos modernos, esta tendencia ha sido controlada con la presa en Dehri, y ahora más con la presa Indrapuri.

## Puente ferroviario del Son entre Patna y Arrah

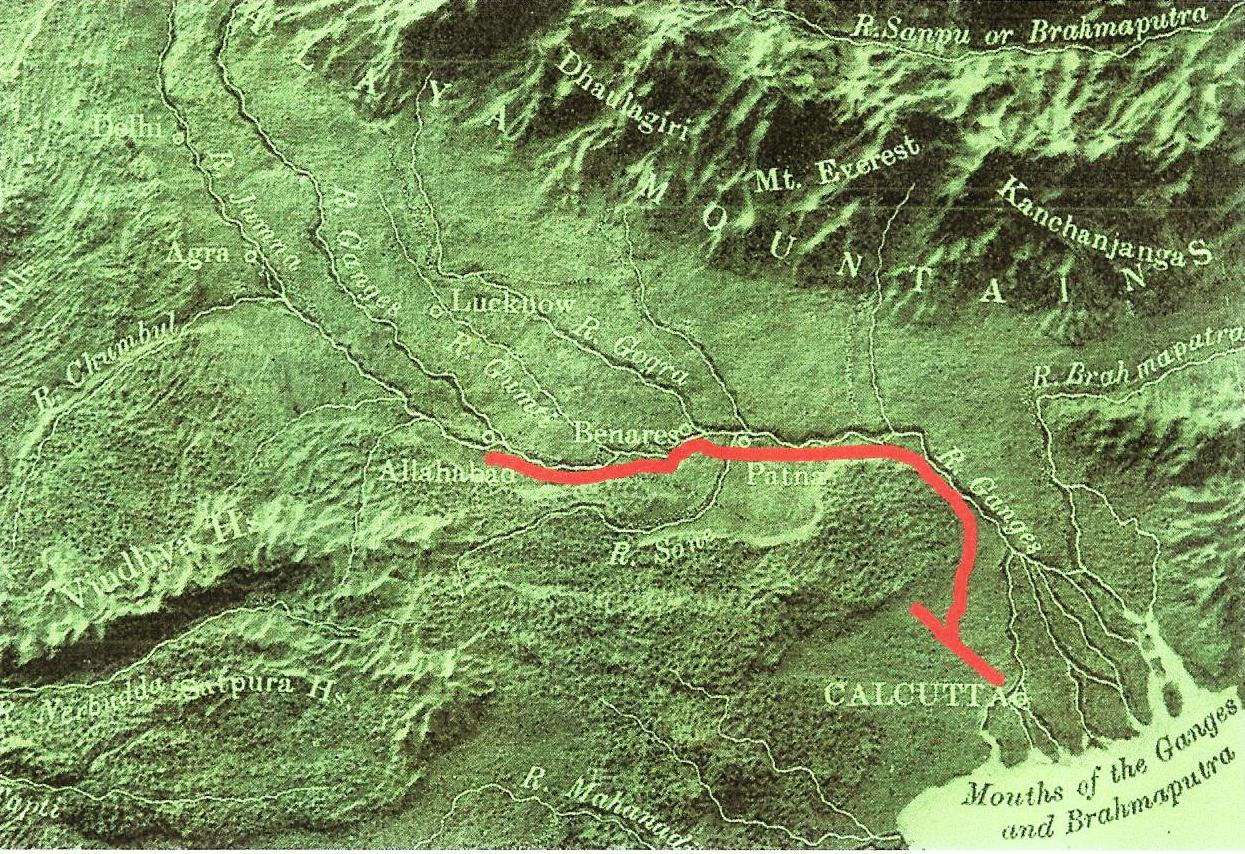
Trazado del East Indian Railway, inaugurado en 1863, que cruza el Son

George Turnbull, ingeniero jefe de la Compañía de ferrocarriles de las Indias Orientales (East Indian Railway Company) realizó un estudio inicial para localizar el emplazamiento de un puente sobre el río, el 17 de febrero de 1851: se determinó que el río tenía entonces 5350 pies de anchura —el puente completado en 1862 tenía 5280 pies de ancho. Se construyó en un lugar cerca de Pures «donde las orillas están bien definidas, y el cauce tenía evidencias de haber estado confinado dentro de ciertos límites, demostrado por la existencia de antiguos templos hindúes, mucho antes de los trabajos de Mohammaden en Muneer, construidos unos 200 años [antes de 1851].»

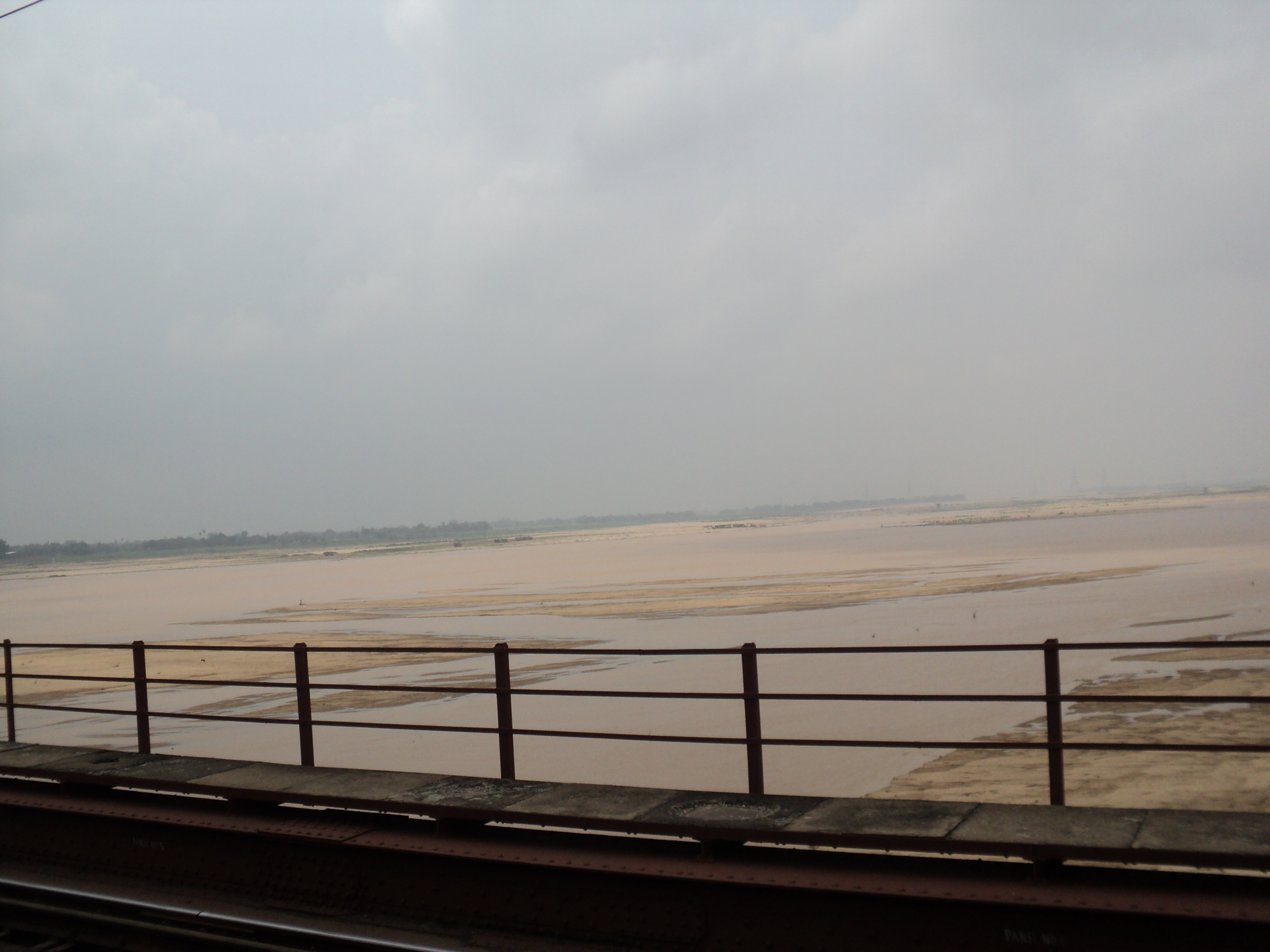
Vista del río Son, desde la ventanilla del tren, a su paso por Danapur.

En noviembre de 1859, ambos contrafuertes, y 16 de los 26 pilares que se estaban construyendo, así como el hundimiento de los pilares restantes progresaba. Antes del 21 de diciembre de 1860, tres de los vanos de hierro estaban ya en su lugar; 4.572 toneladas de las aproximadamente 5.683 toneladas de hierro finalmente necesarias para el puente habían llegado de Inglaterra.
George Turnbull inspeccionó el puente y juzgó completa la obra el 4 de noviembre de 1862. El 5 de febrero de 1863, un tren especial partió de Howrah a Turnbull, en el que viajaban el virrey Lord Elgin, el teniente-gobernador Sir Cecil Beadon y otros más, que pasaron dos días hasta Benarés: se apearon en el puente y lo inspeccionaron. En Benarés, hubo una durbar el 7 de febrero para celebrar la construcción de este ferrocarril y en particular la conquista del mayor afluente del Ganges. (El recorrido total de la línea era de 871 km, de Howrah a Benares)

## Presa de Indrapuri
La presa Indrapuri en el río Son es una de las presas más largas de la India,[cita requerida] ubicada en Dehri on sone, Bihar, embalsando una gran cantidad de agua. Se encuentra a casi 5 km de la ciudad principal. Desde aquí, fluye en dos canales principales y varios otros más pequeños que abastecen la totalidad de la parte occidental y central de Bihar con agua para el riego. 